# Metal Gear
A Metal Gear (japánul: メタルギア Hepburn-átírással: Metaru Gia) egy lopakodós, akció-kaland videójátéksorozat, melynek alkotója Kodzsima Hideo, fejlesztője és kiadója pedig a Konami. A sorozat első része Metal Gear címmel 1987-ben jelent meg az MSX2-re.
A játékos, Solid Snake, a különleges erők egyik katonája. Feladata, hogy megtalálja a sorozat nevét adó szuperfegyvert, a bipedális, járó tankot, a “Metal Gear-t”, mely képes nukleáris fegyverek kilövésére.
A Konami kérésére több konzolra több folytatás is készült. A folytatások kibővítik az eredeti történetet Snake-et támogató és ellenző karakterekkel, illetve pár előtörténet is született, mely a részek szereplőinek eredetét vizsgálja. Számos részt ihlettek meg hollywoodi filmek, és a karakterek, helyszínek, és illusztrációk utalnak is ezekre.
A Metal Gear híres, mint úttörője a lopakodós játék műfajának, ahol a karakter eleinte egy fegyverrel, és egyedül halad végig a játékon, hogy teljesítse küldetését.
Egyéb jellegzetességei a filmszerű összekötő jelenetek, szövevényes történeti szálak, szokatlan humor és filozófiai, politikai témák kifejtése.
A sorozat részeiből összesen több mint 30 millió példányt adtak el világszerte, és az egyes részek számos díjat nyertek el. Más médiumokra is adaptálták, mint például képregényekre és rádiójátékokra.

## Játékok
Kodzsima Hideo az eredeti, Európában és Japánban 1987-ben megjelenő Metal Gear-t az MSX2 számítógépes platformra tervezte. Egy külön csapat készítette a nagy mértékben modifikált Nintendo Entertainment System (NES) portot, mely Japánban, Európában és az Amerikai Egyesült Államokban jelent meg. Ezután a Konami elkészíttette – Kodzsima részvétele nélkül – az Amerikában és Európában 1990-ben megjelenő Snake’s Revenge című folytatást a NES-re. A játék egyik fejlesztője megismerkedett Kojimával, és megkérte, hogy készítsen egy “igazi Metal Gear folytatást.” Így Kodzsima elkezdte az 1990-ben az MSX2-re megjelenő Metal Gear 2: Solid Snake fejlesztését.
A Metal Gear 2 befejezésével Kodzsima egyéb projekteken dolgozott, mielőtt elkészítette harmadik Metal Gear játékát, az 1998-ban a PlayStation-re megjelenő Metal Gear Solid-ot.
A Metal Gear Solid sikere több folytatást, előtörténetet, portot és feldolgozást eredményezett Microsoft Windows-ra, Game Boy Color-ra, PlayStation 2-re, Xbox-ra, Nintendo GameCube-ra, PlayStation 3-ra, Playstation Portable-re, Playstation Vitára, Xbox 360-ra és Nintendo 3DS-re. A Metal Gear Solid-ot a 2001-ben, PlayStation 2-re megjelenő Metal Gear Solid 2: Sons of Liberty követte. Az eredeti Metal Gear Solid feldolgozása Metal Gear Solid: The Twin Snakes címmel megjelent kora 2004-ben Nintendo GameCube-ra. Ugyanebben az évben, a harmadik számozott részként, PlayStation 2-re megjelent a Metal Gear Solid 3: Snake Eater, mely egyben az első előtörténet is volt, és az eddigi összes Metal Gear előtt játszódott, eredettörténetként szolgálva a széria számára. Ezeket a Snake Eater folytatása, a PlayStation Portable-re megjelenő Metal Gear Solid: Portable Ops követte 2006-ban. A fő történeti szálat a Metal Gear Solid 4: Guns of the Patriots fejezte be 2008-ban a PlayStation 3-on. A játék tartalmazott egy Metal Gear Online nevezetű spin-off-ot.
2010 áprilisában a Snake Eater újabb folytatásaként jelent meg a Metal Gear Solid: Peace Walker PlayStation Portable-re, és nem sokkal a Portable Ops eseményeit követte.
A legújabb rész, a Metal Gear Rising: Revengeance 2013-ban jelent meg PlayStation 3-ra és Xbox 360-ra, és a Guns of the Patriots után játszódik, ahol a kiborg ninjává vált Raident, a Sons of Liberty főszereplőjét irányíthatjuk.
Jelentek meg bővített kiadásai is a játékoknak, mint például az Integral (Metal Gear Solid), Substance (Metal Gear Solid 2: Sons of Liberty), és Subsistance (Metal Gear Solid 3: Snake Eater). A sorozat hordozható részei alapvetően a fő vonalon kívül játszódnak. A Metal Gear: Ghost Babel a Game Boy Color-ra jelent meg, míg több rész a Sony PlayStation Portable-jén látott napvilágot. Az eddigi stílustól eltérve a Metal Gear Acid és Metal Gear Acid 2 folytatása körökre osztott stratégiajátékok alapjait alkalmazta gyűjthető kártyákkal.
2009. május 18-án egy oldal jelent meg a Kojima Productions által, mely ízelítő volt a Metal Gear Solid új részéről. Több visszaszámlálás szerepelt rajta, mely villogó betűkhöz vezetett, és két karakterhez, melyek hasonlítottak egy közép-korú Big Boss-hoz és kiborg Raidenhez. A 2009. júliusi Famicú PSP + PS3 egyik cikke szót ejt a weboldal tartalmáról és tartalmaz egy interjút Kodzsima Hideóval. Az interjú részletes volt, de keményen cenzúrázva adták ki a játékot rendező és tervező Kodzsima kérésére. A Famicú a következő számában közölhette a teljes beszélgetést. Az új rész, a Metal Gear Rising: Revengeance végül a 2009-es E3-on, június 1-jén, a Microsoft sajtótájékoztatóján került bejelentésre.
A 2010-es E3-on a Nintendo 3DS-re bemutattak egy demót “Metal Gear Solid 3D: Snake Eater – The Naked Sample” címmel. A hivatalos E3-as Kodzsima weboldal később hivatalos képeket és illusztrációkat tett közzé a demóból. Kodzsima viszont kikötötte, hogy ez nem egy teljes játék egyik részlete, hanem minta, hogy mire képes a 3DS hardvere. A Sony 2011. január 27-ei PlayStation Meeting-jén egy korábban megjelent játék hordozható portját szintén bemutatták, amikor Kodzsima a Metal Gear Solid 4: Guns of the Patriots egy lehetséges hordozható változatát demonstrálta az akkor még meg nem jelent PlayStation Vitán.
2011. június 2-án a Konami bejelentette a 2011 novemberében Xbox 360-ra és PlayStation 3-ra egyaránt megjelenő Metal Gear Solid HD Collection-t. A gyűjtemény a Metal Gear Solid 2: Sons of Liberty, a Metal Gear Solid 3: Snake Eater és a Metal Gear Solid: Peace Walker feljavított változatait foglalja magában, 720p-s és 60fps megjelenéssel, Trophy/Achievement támogatással, és feljavított hanggal. 2011. augusztus 15-én az angol Zavvi üzlet exkluzív jogot kapott, hogy árusíthassa a november 25-én, kizárólag a PlayStation 3-ra megjelenő Metal Gear Solid: Ultimate HD Collection-t.
2011 novemberében Kodzsima megvitatta a PlayStation Official Magazine Egyesült Királyságbeli részlegével a sorozat jövőjét, megjegyzést téve egy Metal Gear Solid 5-re. “Valószínűleg meg kell csinálnunk [a MGS4 folytatását] előbb-utóbb, de hogy az mi lesz, gőzünk sincs” – mondta Kodzsima. Azt is kijelentette, hogy amikor majd a Konami nekilát a játéknak, kevesebb befolyása lesz neki, mint a korábbi részeknél. Miután az akciósabb, újragondolt Metal Gear Rising: Revengeance bejelentése vegyes fogadtatást kapott, Kodzsima megnyugtatta a rajongókat, hogy egy "autentikus lopakodós Metal Gear Solid” folytatás jön majd a jövőben.
A Smithsonian amerikai művészeti múzeum egyik megbeszélési részlegénél 2012 márciusában azt mondta, “épp valami olyanon dolgozom, ami a karrieremnek és a Metal Gear sorozatnak arany pillanata lesz”. A széria 25. évfordulóján a Konami bemutatott egy demót a Metal Gear Solid: Ground Zeroes új részről.
A GREE-re fejlesztett közösségi játék, Metal Gear Solid: Social Ops címmel, 2012 decemberében jelent meg.
2012. december 7-én egy The Phantom Pain nevet viselő videójátékról mutattak be ízelítőt a Spike videójáték díjátadón.
A videó megjelenése után több videójátékkal kapcsolatos weboldal és rajongói oldal állapította meg hasonlóságát a Metal Gear szériával. Bár az előzetesben bemutatott fejlesztő a Moby Dick Studio nevet viselte, pár nyom arra utalt, hogy a The Phantom Pain valamilyen kapcsolatban állhat a Kojima Productions-szel és a Metal Gear szériával: a főszereplő hasonlított Big Boss-ra, illetve a Moby Dick Studio fejének, Joakim Mogren nevének anagrammája a “Kojima” névnek.
2013. március 27-én Kodzsima bejelentette a GDC 2013-on, hogy a Metal Gear Solid: Ground Zeroes és a The Phantom Pain két különböző részét alkotják egy teljes, Metal Gear Solid V: The Phantom Pain nevet viselő műnek, ahol a Metal Gear Solid: Ground Zeroes szolgál prológusként, míg a The Phantom Pain a fő történet. Snake eddigi angol szinkronhangja, David Hayter nem tér vissza, helyette Kiefer Sutherland hollywoodi színész és producer veszi át a szerepet.

## Történet
A Metal Gear sorozat tíz játéka egy öt és fél évtizedet átívelő történetet ábrázol, a Hidegháború legveszélyesebb éveitől a közeljövőig. Ezen tíz rész közül négy előtörténet, Big Boss bőrébe bújva, évtizedekkel az eredeti Metal Gear eseményei előtt.

### Cselekmény
Az MSX2-es első Metal Gear Solid Snake-et, a FOXHOUND különleges erők egységének friss tagját követi. Felettese, Big Boss küldi a fiktív dél-afrikai Outer Heaven erődbe, azon céllal, hogy megtalálja Gray Fox elveszett csapattagot, és kivizsgálja a Metal Gear-ként ismert fegyvert. Viszont, kiderül, hogy Big Boss Outer Heaven vezetője, melyet azon céllal hozott létre, hogy a katonák ideológiáktól szabadon küzdhessenek, melyeket szerinte a kormányok erőszakoltak rájuk. Harcol Snake ellen, és bár veszít, a Metal Gear 2-ben kiderül, hogy Big Boss túlélte a csatát. Ott ismét megküzdenek, és Snake ismét győzedelmeskedik.
A Metal Gear Solid kibővíti a korábbi részek történetét, és felfedi, hogy Solid Snake Big Boss genetikai klónja, egy titkos kormányzati projekt eredménye. Liquid Snake, Snake ikertestvérének formájában egy új antagonista jelenik meg, aki átveszi a FOXHOUND irányítását miután Snake visszavonult. Liquid és a FOXHOUND átveszi egy alaszkai nukleáris fegyverfelszámoló létesítmény felett a kontrollt, és egy REX-et irányít, a Metal Gear következő generációját, melyet ott tesztelnek.
Azzal fenyegetőznek, hogy ha csak a kormány nem adja át Big Boss maradványait, felrobbantják a REX nukleáris tölteteit. Solid Snake megsemmisíti a Metal Gear REX-et és megöli a renegád FOXHOUND tagokat Revolver Ocelot kivételével.
A Metal Gear Solid végén egy harmadik Snake testvér jelenik meg, Solidus Snake amerikai elnök személyében, aki a Metal Gear Solid 2: Sons of Liberty fő antagonistájaként szolgál. Elnökként, Solidus tudomást szerzett egy titkos szervezetről, a “The Patriots”-ről, akik manipulálták az emberi történelem folyását.
Elnöki mandátumának lejártával Solidus átveszi az irányítást a “Big Shell” offshore létesítmény fölött, melyet az Arsenal Gear, egy mobil tenger alatti erőd fejlesztésére használnak, ami képes befolyásolni az emberi fejlődést az információ interneten keresztül való elérhetőségének szűrésével. A játék több évvel Liquiod a Metal Gear Solid-ban bekövetkezett halála után játszódik, és Raident, egy Solidus ellen küzdő katonát irányíthat a játékos. Raiden szövetkezik Snake-kel, és később megtudja, hogy mindannyiukat manipulálta a Patriots-nak dolgozó Revolver Ocelot. A játék végén úgy fest, Ocelotot megszállja Liquid Snake lelke.
A kronológiailag első helyen álló Metal Gear Solid 3: Snake Eater egy fiatalabb Big Boss-t mutat be, még amikor a Hidegháború alatt Naked Snake kódnéven létezett. A játék Naked Snake felemelkedését mutatja tanítványból legendás katonává, továbbá mentorának és anyafigurájának, The Boss-nak bukását. Miután The Boss színlelt Szovjetuniós dezertálása katasztrófával ér véget, Naked Snake-et Oroszországba küldik, hogy megölje The Boss-t és véget vessen a Yevgeny Borisovitch Volgin GRU ezredes által jelentett veszélnyek, aki próbál puccsot szervezni a Szovjet kormány ellen. A Metal Gear, a The Patriots és a FOXHOUND egység múltját is feldolgozza a játék.
A Metal Gear Solid: Portable Ops közvetlen folytatásaként funkcionál a Metal Gear Solid 3: Snake Eater-nek, és Naked Snake életét követi miután otthagyta a FOX csapatot.
A történet bemutatja zsoldos egységének eredetét miközben próbál elmenekülni a San Hieronymo félszigetről, és megküzd régi egységével – mindezalatt még nem fogadja el a Big Boss kódnevet.
A Metal Gear Solid 4: Guns of the Patriots egy gyorsan korosodó Solid Snake-et (a játék során Old Snake) követ küldetésén, hogy megtalálja és legyőzze a most már Liquid Ocelot néven ismert Revolver Ocelot-ot. Annak ellenére, hogy megsemmisítette az Arsenal Gear-t a Sons of Liberty-ben, a The Patriots képes volt folytatni tervét, hogy befolyásolja az emberi történelem irányát, mesterséges intelligencia rendszereket elhelyezve világszerte. Ocelot, ezzel szemben, hadseregeket toborzott, mellyel saját céljai érdekében szeretné átvenni az irányítást az egész operációs rendszer felett.
Solid Snake küldetése később megváltozik, és prioritása a The Patriots mesterséges intelligenciáinak megsemmisítése és elnyomásuk meggátlása. Miután ő és társai sikerrel járnak, Snake úgy dönt, békésen éli le élete hátralevő részét.
A Metal Gear Solid: Peace Walker nevet viselő következő rész a Snake Eater eseményei után játszódik tíz évvel, és visszatér a fiatal Big Boss történetéhez. Most már az MSF (Militaires Sans Frontières) zsoldoscsapat fejeként, Big Boss megtudja, hogy nukleáris tölteteket szállítanak Latin Amerikába, és neki meg kell akadályoznia.
A Peace Walker egy teljesen új szereplőgárdát sorakoztat föl, akik információt és segítséget nyújtanak Big Boss-nak. Pár karakter az előző játékokból, mint például egy fiatalabb McDonnel Benedict Miller és Eva, a kínai kém, itt is megjelennek.
A Metal Gear Rising: Revengeance négy évvel a Guns of the Patriots után játszódik, főszereplője pedig a kiborg ninja zsoldos Raiden. Raiden csatlakozik egy privát katonai céghez, a Maverick Security Consulting-hoz, és egy meg nem határozott afrikai ország elnökének megvédését kapja feladatául. Viszont elvadul a helyzet és az elnököt meggyilkolja egy rivális, a Desperado Enforcement LLC nevet viselő privát katonai cég. Raident legyőzik, de úgy dönt, megbosszúlja bukását és egy teljesen új kiborg ruhával nekivág, hogy legyőzze a rejtélyes zsoldoscsoportot.
A készülőben lévő Metal Gear Solid V: The Phantom Pain közvetlen folytatásaként funkcionál a Peace Walker-nek, és a Sons of Libery “Tanker” és “Plant” fejezeteihez hasonlóan két fejezetből áll. A prológus pár héttel a Peace Walker utolsó küldetése után játszódik, amikor Big Boss Cipher (Zero) ellen küzd. Big Boss feladatul kapja, hogy megmentse Paz Ortega Andrade és Chico visszatérő karaktereket. A történet egy pontján az MSF bázisát megtámadja egy XOF nevet viselő rejtélyes szakadár csoport. Big Boss ekkor kilenc évig kómában van, mely a fő fejezet eseményeihez vezet. A fő történet Big Boss új elit katonaalakulatának a “Diamond Dogs” megalapításáról szól.

### Hangulat és témák
Az eredeti, 1987-ben, a Hidegháború alatt megjelent Metal Gear a katonák keleti és nyugati politikusok általi manipulációjáról szól, és az ezt kontrázó “Outer Heaven” eszményéről: egy ország politika nélkül. Folytatása, az 1990-ben megjelent Metal Gear 2: Solid Snake a Hidegháború végén jelent meg, és kibővítette a politikai fondorlat, csatatéri etika, katonai történelem és a hadviselés negatív hatásainak témáival.
A Metal Gear Solid sorozat átfogó témái a “gén,mém,helyszín,érzék,béke,bosszú és faj, illetve, hogy az embereket hogyan befolyásolják ezek a tényezők”.
A játék alkotója, Kodzsima Hideo szerint a Metal Gear Solid a genetikával foglalkozik és a génmanipuláció morális kérdéseivel; a Metal Gear Solid 2: Sons of Liberty azt boncolja, hogy az azonosságra hogyan hathatnak az egyén társadalmának filozófiái (‘mémei’), és hogy milyen hatással van a cenzúra a társadalomra; a Metal Gear Solid 3: Snake Eater témája, hogy a kor és hely ahol él az egyén (‘helyszín’) hogyan hat ki azonosságára, és hogy a politika hogyan változik a korokkal; a Metal Gear Solid 4: Guns of the Patriots pedig egy új kor nanotechnológia által feljavított katonáinak mesterségesen irányított és globálisan megosztott érzés-adataival foglalkozik. A Metal Gear Solid: Peace Walker története a ‘béke’ igazi jelentését vizsgálja, valamint az emberi társadalmak közti viaskodás koncepcióját. A Metal Gear Rising: Revengeance-ben Raident a játék elején legyőzik, mély bosszúvágyat érez, és ezáltal bosszút áll azon a csoporton, mely szabotálta őt, továbbá a saját múltján. A játékok több nyilvánvaló párhuzamot hordoznak a nietzschei filozófiával.

### Szereplők
A játékokban a játékosok egy karaktert irányítanak, akinek be kell szivárognia egyedül egy ellenséges területre, hogy teljesíthesse küldetését. A küldetés során egy segítő csapat támogatja a játékost, akivel Codec-en keresztül kommunikál. Míg a csapat tippeket ad a játékosnak a küldetésről, párbeszédeiken keresztül kibővíti a történetet. Legelső megjelenésükkor, Solid Snake és Raiden inkább magukat a játékost képviselik, míg később már határozottabb személyiségekkel rendelkeznek. A sorozat gyakori eleme a hatalmas erőkkel bíró ellenfelek alkalmazása. Az új részek megjelenésével új ötletekkel bővítették a főgonoszokat, hogy innovatívabbak legyenek, és jobban kitűnjön erejük. Míg az első játékok emberfeletti erőkkel rendelkező egyéneket alkalmaztak, a Metal Gear Solid 4 számára a stáb úgy döntött, hogy inkább szörnyeket választ ellenségnek. Egy figyelemre méltó főgonosz elleni küzdelem a Metal Gear Solid 3-ban jelent meg, a The End ellen, melynek célja az volt, hogy, kihasználva a játék stratégikus játékmenetét, elüssön a többi főgonosztól. Szintén gyakori elem egy korábban normál ellenség visszatérése ninjaként. Kyle Schneider-rel kezdődött a Metal Gear 2: Solid Snake-ben, mikor “Black Ninja”-ként küzdött Snake ellen. Több karakterrel történt meg ugyanez, például Gray Fox-szal, Olga Gurlukovich-csal és Raidennel.
Ahogy a Metal Gear korának akciófilmjeinek utánzataként indult, a karakterei a kortárs akció filmhősök utánzatai voltak.
A Metal Gear Solid-tól kezdve a karaktereket Sinkava Jodzsi tervezte. Több név vagy fedőnév utal filmekre, melyeket Kodzsima látott. Mivel nagy az időkülönbség a játékok történetében, pár karaktert átalakítottak, hogy megfeleljen a játék korának. Az új videójáték konzolok (mint például a PlayStation és a (PlayStation 2) által nyújtott fejlesztéseknek köszönhetően a csapat realisztikusabb külsőt adott a karaktereknek, annak ellenére, hogy eleinte kételkedtek. Kodzsima elképzelései Snake fejlett képességeit illetően a Metal Gear Solid alatt vezettek a klónozott ellenfelek ötletéhez, akik képesek megküzdeni ellene. A Metal Gear Solid 2-nél Kodzsimát a Sherlock Holmes regények inspirálták, így létrehozott egy “szárnysegéd” karaktert, hogy Snake-et más szögből mutassa be. Bár a sorozat folytatódni fog a Metal Gear Solid 4 után is, ez Snake] utolsó kanonikus megjelenése, ugyanis Kodzsima nem szeretné, hogy a jövőbeli fejlesztők elővegyék a karaktert.

## Fejlesztés

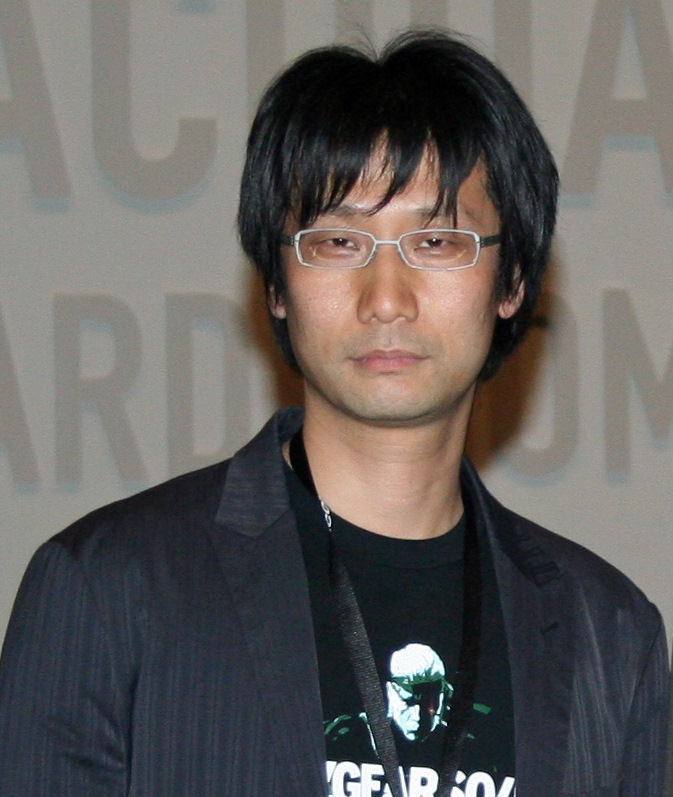
Kodzsima Hideo, a Metal Gear széria alkotója, és legtöbb részének rendezője és írója

Az első Metal Gear eredetileg egy modern katonai küzdelmeket tartalmazó akciójátéknak indult. Viszont, az MSX2 hardvere limitálta a képernyőn egyszerre megjelenő pisztolygolyók és ellenségek számát, ami miatt úgy érezte Kodzsima, hogy ez rontana a harci aspektuson. Paul Brickhill ‘A nagy szökés’ című könyve, és a könyvön alapuló film által inspirálva úgy változtatott a játékmeneten, hogy egy börtönszökésre koncentráljon. Az Official PlayStation 2 Magazine számára írt cikksorozatban Kodzsima több hollywoodi filmet is meghatározott mint fő inspirációi a Metal Gear sorozat játékmenetének és történetének. Továbbá kitért arra, hogy a Metal Gear Solid megalkotásakor a James Bond sorozat hatott rá a legjobban. Az eredeti cselekmény többször utal a 80-as években jelen lévő, a Hidegháború miatt kialakult nukleáris háborús hisztériára. A további játékok iraki és iráni nukleáris fegyver vizsgálatok körül forogtak volna, de a Közel-Keleten kialakuló kényes politikai helyzet miatt hanyagolták ezeket az ötleteket. A 2001. szeptember 11-ei támadások miatt különböző változtatások mentek végbe a Metal Gear Solid 2: Sons of Liberty készítése során.
A Metal Gear 2: Solid Snake után Kodzsima a harmadik Metal Gear-t 1994-ben a 3DO Interactive Multiplayer-re akarta kiadni. A konzol változtatásán kívül átnevezték a játékot, és a folytatások megkapták a “Solid” szót, mivel a széria három dimenziós grafikát kezdett alkalmazni. Innentől kezdve a játékosok szórakoztatása érdekében a játékokat élethűbbre tervezték. A Metal Gear Solid 3-at eleinte a PlayStation 3-ra készítették volna, de a PS3-ra való hosszú várakozás miatt inkább a PlayStation 2-re fejlesztették. Mivel a korábbi játékok helyszínei épületekben játszódtak a konzolok limitáltsága miatt, a Metal Gear Solid 3 óta Kodzsima drasztikus változásokat akart bevezetni a kihívások ellenére.

## Kapcsolódó média

### Nyomtatott adaptációk
Az eredeti Metal Gear könyvadaptáció 1988-ban jelent meg, mint a Scholastic Worlds of Power könyvadaptáció sorozatának része. Ezek harmadik felek által készített NES játékok alapján íródtak. Alexander Frost írta a Metal Gear adaptációját. Története nem a játék hivatalos cselekményét követi, helyette a Konami of America cselekmény-lokalizálását. A könyv továbbá szabadon rendelkezett, amikor Solid Snake-nek a Justin Halley nevet adta, és Snake egységét FOXHOUND-ról “Snake Men-re” keresztelte. Japánban 1988. március 31-én megjelent egy Metal Gear kalandkönyv, nem sokkal a játék Famicom-ra való megjelenése után. Két évvel az eredeti Metal Gear után játszódik, és része a Konami Kalandregény Sorozatnak (Konami Gamebook Series). A Metal Gear Solid könyvadaptációja 2008-ban jelent meg. Raymond Benson, kilenc James Bond regény szerzője írta. Benson írta a 2009-ben megjelenő Metal Gear Solid 2: Sons of Liberty könyvadaptációját is. A kritikusok reakciója Benson könyveire alapvetően pozitív volt. “Benson jó munkát végzett, amikor papírra vetette a játékot”, mondta a Metal Gear Solid-ról a Bookgasm.com, míg a MishMash Magazine.com a Metal Gear Solid 2: Sons of Liberty-ről azt írta, hogy “nagyszerű társ a játék mellé”. A Metal Gear Solid 4: Guns of the Patriots japán nyelvű könyvadaptációja Project Itoh által 2008. június 12-én jelent meg. A könyvet a Viz Media fordította le angolra, ami 2012. június 19-én jelent meg.
A Metal Gear Solid egy képregényadaptációja 2004-ben jelent meg az IDW Publishing által. Kris Oprisko írta, Ashley Wood pedig illusztrálta. A sorozat 24 számot ért meg, melyet két keményfedelű gyűjteményben szedtek össze, továbbá egy pillanatnyilag nem kapható gyűjtői keményfedelű kiadásban. 2010 júniusában Metal Gear Solid Omnibus névvel ismét kiadták egy papírfedelű gyűjteményben az egész képregénysorozatot. Az IDW a Metal Gear Solid 2: Sons of Liberty képregényadaptációját is megjelenítette, melyet Alex Garner írt és ismét Ashley Wood illusztrált. Az első képregényadaptáció digitális verziója elérhetővé vált 2006-ban PlayStation Portable-re Metal Gear Solid: Digital Graphic Novel címmel. Egy második digitális verzió, Metal Gear Solid 2: Band Dessinée címmel kizárólag Japánban jelent meg DVD-n 2008-ban, és tartalmazza mindkét képregényadaptációt teljes szinkronnal. Az elhunyt szinkronszínészek kivételével a játékok japán szinkronhangjai mind visszatértek szerepükhöz.

### CD-k
Az eredeti Metal Gear Solid alapján 1998 és 1999 között a Konami clud DB programjának részeként sugároztak egy rádiójátékot. Murata Sujo rendezte és Mori Motoszada írta a több mint 12 részes hetente sugárzó előadást, mely három történeti ívet foglalt magába. A sorozatot később egy két-részes csomagba szedték. A sorozat alternatív folytatása a Shadow Moses eseményeinek, ahol Solid Snake, Meryl Silverburgh, Mei Ling és Roy Campbell további küldetéseket vállal FOXHOUND tagként (Mei Ling-et harci felszerelésben, Meryl-t pedig lopakodó ruhában ábrázolják), bár a történetek nem tartoznak a Metal Gear kánonba. A játékok japán szinkronszínészei visszatértek szerepeikhez, továbbá új karakterek is megjelentek.
Számos promóciós DVD jelent meg a Metal Gear sorozat részletezése érdekében. A Metal Gear Saga vol. 1 2006-ban jelent meg, mint előrendelői lemez az MGS3: Subsistence mellé. Öt fejezetre oszlik, melyek feldolgozzák a Metal Gear sorozat akkori öt-részes történetét kronológiai sorrendben (az MGS3-mal kezdve), és mind tartalmaz beszédeket Kodzsima Hideótól. A Metal Gear Saga vol. 2-t először a 20. Metal Gear Évforduló partin mutattak be, majd a MGS4 mellé járt mint előrendelői lemez. Itt egy pszeudo-dokumentumfilmként mutatják be Solid Snake-et. A film egy prológusra és négy fejezetre oszlik: Naked Snake – Snake születése (a MGS3, MG1 és MG2 eseményeit öleli át), Liquid Snake – a második Snake (MGS), Solidus Snake – a harmadik Snake (MGS2) és Solid Snake – az első Snake (megalapozza a MGS4-et).

### Film
2006 májusában a Metal Gear-t megalkotó Kodzsima Hideo bejelentette, hogy a Metal Gear Solid filmadaptációja készülőben van. Angol nyelven, 2011-ben jelent volna meg. Kodzsima ugyanezen hónap során bejelentette az E3-on azt is, hogy egy hollywoodi féllel tárgyalt a videójáték filmmé adaptálásáról. Kodzsima a film készítésének helyszínénél Alaszkára is gondolt, hisz a játék helyszíne is az állam. David Hayter, Solid Snake angol szinkronhangja saját forgatókönyvváltozatát elküldte a filmről, de a producerek nem fogadták el. Kodzsima tagadta azon állításokat, miszerint Uwe Boll német rendező lehetséges rendezője lehetne a Metal Gear filmnek.
Quentin Tarantino rendező, forgatókönyvíró és producer érdeklődését nyilvánította a felé, hogy Kurt Wimmer, az Equilibrium rendezője írja meg a film forgatókönyvét. Wimmer lehetséges rendezőként is felmerült. Konami Szaitó Aki-ja megemlítette, hogy Paul Thomas Anderson, a Vérző olaj rendezője is érdeklődik, de DeLuca ezen feltételezéseket eloszlatta. Christian Bale elutasította azon híreket, miszerint megkeresték Solid Snake szerepének felajánlásával. Viszont 2010. január 11-én DeLuca megerősítette, hogy a Metal Gear filmadaptációját meg nem határozott ideig felfüggesztették. Azt állította, hogy a Konami részéről aggályok merültek fel, miszerint ha a film rosszul szerepel, az egész sorozatra kihatással lehet.
2012 márciusában a Smithsonian múzeum The Art of Video Games (A videójátékok művészete) kiállítása alatt Kodzsima a következőt nyilatkozta: “Őszintén, én filmrajongó vagyok, és ez nagyon különleges számomra. Szeretnék egyszer egy filmet csinálni, de, úgy gondolom, hogy egy olyan különleges játéknak kell lennie, amely a megfelelő helyzetet adja. De nem hiszem, hogy az a Metal Gear Solid lesz. A Metal Gear Solid-ot konkrétan videójátéknak szántuk. Ha film lenne belőle, valami teljesen új lenne. Nem használnám jelenlegi forgatókönyveimet. Szerintem valaki másnak kellene írnia egy újat, és valaki másnak megrendeznie.” A 2012. augusztus 30-ai 25. évfordulón Kodzsima bejelentette, hogy az Arad Productions, melyet Avi és Ari Arad testvérek birtokolnak, megegyeztek a Columbia Pictures-szel, hogy elkészítsék a Metal Gear Solid filmváltozatát. A terjesztésért a Columbia szülővállalata, a Sony Pictures Entertainment lesz a felelős. Egy Eurogamer-rel folytatott interjú során Kodzsima azt mondta, hogy szeretné Hugh Jackman-t mint Snake, de nyitott új, feltörekvő színészekre is.
Továbbá, egy nonprofit rajongói film is készült Metal Gear Solid: Philanthropy címmel. A film 2007-ben jászódik valahol a Metal Gear Solid 2: Sons of Liberty eseményei előtt vagy után. A filmet a rajongók pozitívan fogadták, továbbá Kodzsima, aki, miután egy rajongó megkérdezte, hogy látta-e a filmet, a következőt felelte: “Hát persze, hogy láttam. Nagyszerű. Sírni akartam, annyira látszik a Metal Gear iránti szeretetüket. Egy nagyon jól elkészített film. Alig várom, hogy lássam a következő részt.”
A Metal Gear Solid-ra utaltak a Disney Rontó Ralph című filmjében, ahol Ralph megtalálja azt a felkiáltójelet, mely akkor jelenik meg az ellenségek feje fölött, ha észreveszik Snake-et.

### Akciófigurák
1999-ben a McFarlane Toys a Konamival együttműködve egy széria akciófigurát adott ki, melyek a Metal Gear Solid karaktereit ábrázolják. 2001-ben, az első széria sikerét követően, és a Metal Gear Solid 2: Sons of Liberty megjelenésével, a McFarlane Toys és a Konami a Sons of Liberty fő karaktereit ábrázoló akciófigurákat adott ki. Mindegyik karakternél van egy Metal Gear RAY darab, így a robot felépítéséhez szükséges az összes bábu.
A Konami továbbá kiadott Japánban az MGS2 alapján 10,16 cm (4”) magas méretarányos “zsákbamacska alapú” figurákat: 2002-ben Sons of Liberty, nem sokkal később pedig 2003-ban Substance névvel. A Substance sorozatot később Amerikába és az Egyesült Királyságba is elhozták, de itt már elvetve a "zsákbamacska" módszert árulták őket. A MGS3 megjelenésével a Medicom 30,48 cm magas (12”) Snake figurákat adott ki a Real Action Heroes (Igazi Akcióhősök) sorozata részeként. A Medicom támogatta továbbra is a szériát a Snake Eater és a Guns of the Patriots alapján készített Kubrick figuráival, melyek 17,78 (7”) és 30,48 cm (12”) magas verziókban is ábrázolták a játék karaktereit.
2009-ben a ThreeA játékcég Kodzsimával együtt hozzálátott kapcsolódó termékek gyártásához. Ezen partnerség első gyümölcse késő 2012-ben jött, amikor a ThreeA kiadott egy 1/48 méretarányos Metal Gear REX figurát, működő LED fényekkel. Átalakítható úgy is, hogy a Guns of the Patriots-ban megjelenő gyatra állapotát is tükrözze. Ashley Wood grafikussal is együttműködik a cég, hogy hasonló, méretarányos Metal Gear RAY-eket gyártson. 2012 áprilisában Hong Kongban a ReVenture hobby shown mutattak be először egy prototípust.
A Square Enix is csatlakozott a sorozaton alapuló bábuk gyártásához mikor a Metal Gear Solid: Peace Walker főgonosz járművei és karakterei alapján készített másolatokat. A Square Play Arts Kai szériájának részeit képző bábuk, 2010-ben váltak elérhetővé. Azóta a Metal Gear Solid és a Sons of Liberty karaktereire is kibővült a széria, jobban kihangsúlyozva a részleteket, mint az eredeti McFarlane Toys figurák. 2012-ben a Hot Toys kiadott egy 1/6—nyi akciófigurát Naked Snake-ről eredeti lopakodós ruhájában a MGS3-ból, továbbá The Boss-ról.
A sorozat 25. évfordulóját ünnepelve, a modellcsomagokat gyártó Kotobukiya egy 1/100-as méretarányos Metal Gear REX-et adott ki, mely apró Solid Snake, Liquid Snake és Gray Fox babákat is tartalmaz, álló és majdnem-halott változatokban. A Kaiyodo a Revoltech akciófigura szériájához készített egy lopakodó ruhás Big Boss-t is.

### Zene
Az első két játék zenéjének producerei Mizutani Iku, Takenoucsi Sigehiro és Furukava Motoaki. A Metal Gear Solid-hoz Kodzsima “egy teljes zenekart akart a játékos mellé”; egy rendszert, amely olyan modifikációkat végez az aktuális szám részére, mint a tempó és a struktúra, ahelyett, hogy egy másik előre-felvett számra váltson. Bár akkor még ezeket nem lehetett alkalmazni, beépítették a Metal Gear Solid 2: Sons of Liberty-be. Kodzsima azért Harry Gregson-Williams-t választotta, egy hollywoodi zeneszerzőt Hans Zimmer studiójából, mert a játék megjelenése előtt rengeteg médiafigyelem övezte. Gregson-Williams visszatért a Metal Gear Solid 3-hoz és a Metal Gear Solid 4-hez is. A Metal Gear Solid-dal kezdve a betétdalokat olyan híres előadók szolgáltatták, mint például Rika Muranaka. Több lemezt is kiadtak a játék zenéivel.

## Fogadtatás és hagyaték
| Játék                                    | GameRankings                           | Metacritic                 |
| ---------------------------------------- | -------------------------------------- | -------------------------- |
| Metal Gear Solid                         | (PS1) 93,24% (GC) 85,58% (PC) 84,22%   | (PS1) 94 (GC) 85 (PC) 83   |
| Metal Gear: Ghost Babel                  | (GBC) 95,61%                           | -                          |
| Metal Gear Solid 2: Sons of Liberty      | (PS2) 95,09% (Xbox) 86,66% (PC) 82,00% | (PS2) 96 (Xbox) 87 (PC) 77 |
| Metal Gear Solid 3: Snake Eater          | (PS2) 91,77% (3DS) 77,74%              | (PS2) 91 (3DS) 78          |
| Metal Gear Acid                          | (PSP) 76,70%                           | (PSP) 75                   |
| Metal Gear Acid 2                        | (PSP) 79,66%                           | (PSP) 80                   |
| Metal Gear Solid: Portable Ops           | (PSP) 86,95%                           | (PSP) 87                   |
| Metal Gear Solid 4: Guns of the Patriots | (PS3) 93,53%                           | (PS3) 94                   |
| Metal Gear Solid: Peace Walker           | (PSP) 88,98%                           | (PSP) 89                   |
| Metal Gear Rising: Revengeance           | (X360) 82,56% (PS3) 80,42%             | (X360) 82 (PS3) 80         |

A Metal Gear sorozat nagy sikert élvez, és 2012 márciusáig 31 millió példányt adott el. A Metal Gear Solid 2: Sons of Liberty 7 millió példányt adott el, melyet eladásban 6 millióval a Metal Gear Solid követ, majd 5 millióval a Metal Gear Solid 4. A Chart-Track szerint a Metal Gear Solid 4: Guns of the Patriots volt a leggyorsabban fogyó PlayStation 3 játék az Egyesült Királyságban a Grand Theft Auto IV után. A PlayStation Portable-re megjelenő játékok jelentősen kevesebb példányt adtak el, de az analízisek szerint ez a játékok megjelenésének idejében, magának a konzolnak az alacsony eladásai miatt következett be.
Hét részét teljes mértékben elismerték a kritikusok. A Metal Gear Solid 2: Sons of Liberty pillanatnyilag 95,09%-on áll a GameRankings-en és 96/100-on a Metacritic-en, így ő a legmagasabb pontszámmal bíró része a sorozatnak. 2002-ben az IGN szerkesztői a Metal Gear Solidot választották meg, mint minden idők legjobb PlayStation játékát. A Game Informer Magazine minden idők 200 legjobb játékának listáján a Metal Gear Solid 2 az 50. helyen állt. A Metal Gear Solid 3: Snake Eatert minden idők ötödik legjobb PlayStation játékának szavazták meg a PlayStation Official Magazine Egyesült Királyságbeli szavazása alapján. A Metal Gear Solid és a Metal Gear Solid 2 a Smithsonian múzeum “The Art of the Video Games” (A videójátékok művészete) kiállításán vettek részt 2012. március 16-a és szeptember 30-a között. Több díjat is elnyert a sorozat, például a Metal Gear Solid a Japan Media Arts Festival-on elnyerte az “Excellence Award for Interactive Art”, azaz “Kitűnő Teljesítmény az Interaktív Művészetekben” díját, a Metal Gear Solid 2 pedig megkapta a Game Informertől az Év Játéka díjat.
Gyakran tartják a Metal Gear Solidot kulcsfontosságúnak a lopakodós játék műfaj népszerűsítésében, ahol a játékos gyakran fegyvertelenül indul el. Több főgonosz elleni küzdelmet is dicsértek változatosságukért és teljesítésükhöz szükséges stratégiájukért. A játék hírhedt a negyedik falat áttörő jeleneteiről. A cselekményt gyakran tartják nagyra, továbbá dicsérik, hogy több botrányos, illetve tabu témát érint. Kodzsima Hideo ambiciózus forgatókönyvét a Metal Gear Solid 2-höz szintén dicsérték, és voltak akik a posztmodern videójátékok első példájának tekintik. Az összekötőjeleneteket is dicsérték grafikájuk és a karaktereket alakító színészek teljesítménye miatt. Ettől függetlenül gyakran éri kritika a jelenetek hosszúsága, továbbá a történet bizonyos részei miatt. Raiden váratlan megjelenése mint főszereplő a Metal Gear Solid 2-ben, részben amiatt, hogy a játék előzeteseiben meg sem jelent, és a tény, hogy leváltja a rajongók által kedveld Solid Snake-et, az egész sorozat legbotrányosabb aspektusai közé tartozik. A széria különböző díjakat kapott a hangok és zene használatáért is.

## Fordítás
- Ez a szócikk részben vagy egészben a Metal Gear című angol Wikipédia-szócikk ezen változatának fordításán alapul.  Az eredeti cikk szerkesztőit annak laptörténete sorolja fel. Ez a jelzés csupán a megfogalmazás eredetét és a szerzői jogokat jelzi, nem szolgál a cikkben szereplő információk forrásmegjelöléseként.